# Heinrich von Zimmern
Heinrich von Zimmern (auch Heinrich Zimmerer genannt) war ein Sohn des 1508 verstorbenen Gottfried von Zimmern. Er begründete eine kurzlebige Nebenlinie der Herren von Zimmern.
Er war verheiratet mit einer Edlen von Heggelbach und hatte etliche Söhne und Töchter. Er wurde von seinem Vater als Oberamtmann in der Herrschaft vor Wald eingesetzt und er erhielt die Burg Herrenzimmern als Sitz. Ebenso bekam er 1501 den sogenannten Unteren Hof in Meßkirch von seinem Vater überschrieben.
Er vertrat seinen Vater im Rahmen der Verhandlungen bezüglich der Werdenbergfehde bei Kaiser Friedrich III. in Wien und wurde 1500 auf dem Reichstag im August von König Maximilian für ehelich erklärt und in den Adelsstand erhoben. Er konnte sich fortan Heinrich von Zimmern nennen. Als Wappen führte er einen gelben aufrechten Löwen auf rotem Feld mit je einer gelben und roten Hirschstange als Helmzier.
Im September 1504 beteiligte sich Heinrich Zimmerer an der Rückeroberung Meßkirchs durch Johannes Werner den Jüngeren. 1504, als, wie die Zimmersche Chronik an anderem Ort vermerkt, Heinrich beim Bade unsorgsam mit dem Feuer umging brannte die Burg Herrenzimmern ab, und wurde von Heinrich von Zimmern wieder aufgebaut.
Zunächst erwies er sich als geschickter Haushalter, denn nach dem Wiederaufbau Herrenzimmerns erwarb er das Schloss Hohenmühringen in Mühringen an der Eyach sowie die dazugehörigen Dörfer Mühringen bei Horb, Wiesenstetten und Dommelsberg (beide heute Gemeinde Empfingen). Nach dem Tod seiner Frau heiratete er erneut eine Edelfrau von Weitingen. Diese Ehe blieb ohne Kinder. Doch dann kam er immer mehr in finanzielle Bedrängnis. Sein Vater Gottfried übereignete ihm seinen Teil der Vogtei Hilzingen mit den dazugehörigen Steuereinnahmen.
Als er sich weiter verschuldete, nahm er im Namen seines Vaters unter Nutzung dessen Siegels weitere Gelder auf. Er übereignete Lehnsträgern der Zimmern gegen Bezahlung deren Lehen zum freien Eigentum. Als Gläubiger ihre Darlehen bei seinem Vater Gottfried einforderten, diesen gar vor das Kaiserliche Hofgericht in Rottweil zitieren, erlitt Gottfried, inzwischen über 90-jährig, einen Schlaganfall, an dem er am 10. Mai 1508 verstarb.
Die Neffen Gottfrieds fochten das Erbe Heinrichs an. Unter Vermittlung einiger vornehmer Rottweiler Bürger wurden folgende Vereinbarungen getroffen:
1. Heinrich erhielt eine jährliche Rente aus der Herrschaft vor Wald und das lebenslange Nutzungsrecht der Burg Herrenzimmern. Bei seinem Ableben sollten die Freiherren von Zimmern, oder ihre Erben 800 Gulden an die Erben des Heinrich von Zimmern zahlen, die damit Herrenzimmern wieder an die Freiherren abzutreten hatten.
2. Heinrich erhielt die Vogtei über Hilzingen und die Höri.
3. Heinrich und seine männlichen Erben erhielten den Unteren Hof in Meßkirch.
4. Heinrich musste alle Siegel und Bücher an die Freiherren von Zimmern aushändigen. Er erhielt dafür 200 Gulden Kostenerstattung.

Trotz dieses vorteilhaften Vertrags konnte er offensichtlich weiterhin nicht haushalten, so dass er in Kürze zunächst Herrenzimmern an Wilhelm Werner von Zimmern, und den Unteren Hof in Meßkirch an Johannes Werner den Jüngeren von Zimmern abtrat.
Auch seine eigenen Erwerbungen, Schloss und Dorf Mühringen am Neckar, sowie Wiesenstetten und Dommelsberg, gingen an fremde Häuser verloren.
Seine Haushaltung als Vogt von Hilzingen und Höri muss so schlecht gewesen sein, dass Johannes Werner der Jüngere ihn entließ. Er versuchte noch mehrere Jahre gegen die Freiherren von Zimmern zu prozessieren, verstarb aber bald verarmt in Oberndorf am Neckar.
Sein Sohn Jacob, der mit der unehelichen Tochter Anna des Grafen Eitel Friedrich III. von Hohenzollern verheiratet war, verstarb ebenfalls in den 1540er-Jahren.
Froben Christoph von Zimmern schrieb in einer Mischung aus Wut und Genugtuung: „Mit im ist der new stam adelichs geschlechts abgestorben, welcher die herrschaft Zimbern ob die zwainzig tausendt guldin gekostet hat und 45 Jahr ungefehrlich geweret.“